# Stacy Lewis
Stacy Lewis (Toledo, Ohio, 16 de febrero de 1985) es una golfista profesional que se desempeña en el LPGA Tour. Ha ganado dos torneos importantes, el campeonato Kraft Nabisco en 2011 y el Abierto Británico Femenino de Golf en 2013. Fue número uno del mundo en el ranking oficial de golf femenino por cuatro semanas en 2013, y reclamó nuevamente la posición en junio de 2014 con una victoria en el ShopRite LPGA Classic por otras 21 semanas.
Nacida en Toledo, Ohio, Lewis creció en Texas y en The Woodlands, cerca de Houston, graduándose en la secundaria de The Woodlands en 2003. Sufriendo de escoliosis, la cual le fue diagnosticada a los 11 años y tratada mediante una fusión espinal cuando estaba en secundaria, Lewis se perdió la primera temporada colegial de golf por estar recuperándose de su cirguía.